# Apomeds
Apomeds es una farmacia en línea que se especializa en proporcionar medicamentos, productos de salud y gestionar recetas privadas. Con sede en Emmen, Países Bajos, la empresa opera con licencia de la UE y está certificada por TÜV.

## Historia
Apomeds fue fundada en 2020 bajo el nombre Apomeds NL BV y ofrece servicios centrados en tratamientos de estilo de vida y recetas privadas.
La empresa presta servicios a clientes en Alemania, Suiza, Dinamarca, Suecia y Portugal. Todos los pedidos se procesan y envían exclusivamente desde las instalaciones de la farmacia en Emmen.
Apomeds cuenta con la garantía Trusted Shops con una calificación de 5 estrellas ("Muy buena") y la certificación LegitScript. También ha obtenido el certificado DerGrünePunkt, que confirma el cumplimiento de las leyes de embalaje y los estándares ambientales.
El 13 de noviembre de 2024, Apomeds se unió como nuevo miembro a la Asociación Europea de Farmacias Electrónicas (EAEP).
Apomeds sigue los estándares de farmacias holandesas (NAN - Nederlandse Apotheeknorm) y las directrices de KNMP para servicios farmacéuticos en línea.